# George Clymer
George Clymer (Filadelfia, 16 marzo 1739 – Trenton, 23 gennaio 1813) è stato un politico statunitense abolizionista; fu padre fondatore degli Stati Uniti uno dei sei che firmarono sia la Dichiarazione d'indipendenza che la Costituzione degli Stati Uniti d'America.
Clymer fu tra i primi patrioti a richiedere la completa indipendenza dal Regno di Gran Bretagna. Fu eletto al Congresso continentale e ricoprì incarichi politici fino alla fine della sua vita. Fu uno dei padri della Costituzione, e tentò senza successo fi regolare l'importazione degli schiavi. Clymer stesso fu un piccolo proprietario di schiavi, anche se per un breve periodo quando aveva sette anni, per via di una eredità ricevuta.

## Gioventù e famiglia
Nacque a Filadelfia, nella provincia della Pennsylvania, il 16 marzo 1739. Orfano dall'età di un anno, fu affidato agli zii materni, Hannah e William Coleman, affinché diventasse un commerciante. Sposò Elizabeth Meredith il 22 marzo 1765 e in una lettera scritta da Clymer al rettore della Christ Church, il reverendo Richard Peters, Clymer afferma che in precedenza aveva avuto un figlio; non vengono menzionati né il nome della madre né del figlio. Clymer e la moglie ebbero nove figli, quattro dei quali morirono durante l'infanzia. Il maggiore dei figli sopravvissuti, Henry (nato nel 1767), sposò la socialite Mary Willing nel 1794. John Meredith, Margaret, George e Ann arrivarono all'età adulta, e John Meredith venne ucciso durante la Whiskey Rebellion del 1787 all'età dei 18 anni.

## Carriera
Clymer fu un patriota e leader nelle manifestazioni a Filadelfia che portarono alla tassa sul tè e allo Stamp Act. Clymer accettò il comando come capo di un corpo di volontari appartenente alla brigata del generale John Cadwalader. Nel 1759 divenne membro della American Philosophical Society. Divenne membro del Comitato della Sicurezza di Filadelfia nel 1773 e fu eletto al Congresso continentale dal 1776 al 1780; del Congresso fu tesoriere insieme a Michael Hillegas. Sedette in diversi comitati durante i suoi mandati e insieme a Sampson Mathews si recò a ispezionare l'esercito settentrionale a Fort Ticonderoga per conto del Congresso nell'autunno 1776. Quando il Congresso lasciò Filadelfia all'inizio della minacciata occupazione da parte di Henry Clinton, Clymer rimase indietro con George Walton e Robert Morris. Gli affari di Clymer durante e dopo la guerra fecero incrementare le sue ricchesse e nel 1779 e 1780 Clymer e il figlio Meredith diedero inizio a un commercio fruttuoso con Sint Eustatius. Clymer continuò con gli affari insieme al suocero ed al cognato fino al 1782.

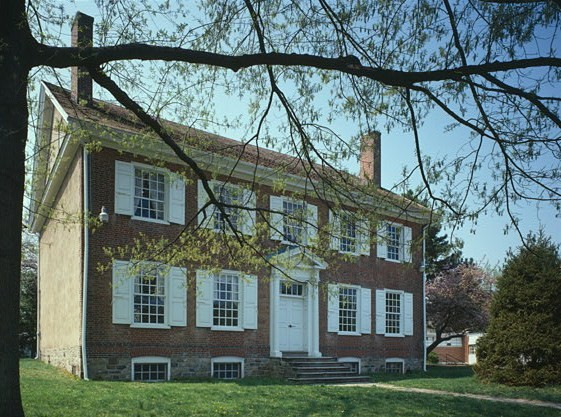
Summerseat, l'abitazione di Clymer

Si dimise dal Congresso nel 1777 e nel 1780 fu eletto al Parlamento della Pennsylvania; nel 1782 fu inviato in missione negli stati meridionali in un vano tentativo di convincere i parlamenti a pagare gli emolumenti dovuti al governo centrale. Fu rieletto al Parlamento della Pennsylvania nel 1784 e rappresentò lo stato alla Convenzione Costituzionale nel 1787. Fu eletto al 1º Congresso degli Stati Uniti d'America nel 1789.
Fu il primo presidente della Philadelphia Bank e della Pennsylvania Academy of the Fine Arts, e vicepresidente della Philadelphia Agricultural Society. Quando il Congresso approvò una legge che imponeva una tassa sull'alcol distillato negli Stati Uniti nel 1791, Clymer fu posto a capo del dipartimento di stato della Pennsylvania che avrebbe dovuto curare l'applicazione. Divenne anche uno dei commissari che negoziarono un trattato con la confederazione dei Creek a Colerain, in Georgia, il 29 giugno 1796. È considerato un benefattore a Indiana, in quanto donatore di una proprietà per la sede della contea nella contea di Indiana. 
Clymer morì il 23 gennaio 1813, e fu sepolto al Friends Burying Ground a Trenton, in New Jersey.

## Schiavismo
Clymer è conosciuto anche come proprietario di schiavi; a che titolo lo fosse, non è certo, anche se è noto che il padre, il nonno ed il fratello erano piccoli proprietari di schiavi. Quando il padre Christopher morì, George, che allora aveva sette anni, ereditò "un nero di nome Ned", che morì poco dopo. Ned era probabilmente l'unico rimasto di un'eredità lasciata da Christopher dal padre, Richard, il nonno di George, che possedeva quattro schiavi.
Clymer, in quanto membro della delegazione della Pennsylvania durante la Convenzione Costituzionale, si oppose senza successo al commercio di schiavi. La questione del commercio di schiavi, cioè l'importazione di nuovi schiavi negli Stati Uniti, fu uno degli argomenti più dibattuti dai Padri fondatori. Clymer sedeva nel comitato dedicato al Compromesso sul Commercio degli Schiavi, per rimandare la decisione sul commercio degli schiavi fino al 1808. Clymer sostenne una "tassa di esportazione", che era un modo per tassare indirettamente la schiavitù, a cui comunque si opposero gli stati meridionali. Ciononostante, la tassa fu inclusa all'interno del compromesso.